# Рауис Загитов
Загитов Раус (Рауис) Хабирович (на башкирски: Заһитов Рәүис Хәбир улы; роден на 19 ноември 1948 г., Старомухаметово, Кигински район, Башкирска АССР) е актьор на Башкирския академичен драматичен театър „Мажит Гафури“. Народен артист на Башкирската АССР (1989). Заслужил артист на Руската федерация (1998).

## Биография
През 1974 г. завършва Уфимския институт за изкуства (преподавател Аюпов Р. М.).
От 1974 г. работи в Башкирския академичен драматичен театър на името на Мажит Гафури. Има ролята на глупаци и комедийни герои.

## Роли в театрални спектакли
| Театрални спектакли            | Театрални спектакли |
| Заглавие                       | Роля                |
| ------------------------------ | ------------------- |
| Карлугас                       | Сабит Хурматович    |
| Хапчета за смърт               | Мула                |
| Ех, булка, булка!              | Сагънбай            |
| Ти в младостта, ти в старостта | Мутагар Сарбаевич   |
| Любов на всички възрасти       | Закирян Покорни     |
| Салават                        | Часовой             |
| Басмачки                       | Каримбай            |
| Сесени                         | Отец Имангула       |
| Урал-батир                     | Катил Батша         |
| Мулла                          | Салахетдин          |

## Филмография
| Сестрёнка | Мансур-Бабай | 2019 |

## Награды и звания
- Заслужил артист на Башкирската автономна съветска социалистическа република (1984)
- Народен артист на Башкирската автономна съветска социалистическа република (1989)
- Заслужил артист на Руската федерация (31 август 1998) – за заслуги в областта на изкуството [2]
- Почетен гражданин на Кигински район (2019) [3]
- Орден „Салавата Юлаева“ (2023) [3]